# Zuzułka
Zuzułka (prononciation : [zuˈzuu̯ka]) est un village polonais situé dans la gmina de Miedzna dans le powiat de Węgrów et en voïvodie de Mazovie dans le centre-est de la Pologne.
Ce village se trouve à environ 7 kilomètres à l'ouest de Miedzna, 10 kilomètres au nord de Węgrów (chef-lieu du powiat) et à 75 kilomètres au nord-est de Varsovie (capitale de la Pologne).

## Histoire
De 1975 à 1998, le village appartenait administrativement à la voïvodie de Siedlce.